# ...Was Right All Along
...Was Right All Along è il primo album della cantautrice Allison Weiss, autopubblicato il 24 novembre 2009. Per finanziare la registrazione e la pubblicazione dell'album, la Weiss ha deciso di fare ricorso ad un crowdfunding su Kickstarter; con un obiettivo fissato a 2000 $, in due mesi è riuscita a raccoglierne più di 7 000. Le canzoni sono tutte inedite in un lavoro in studio, ma alcune di essere comparivano già nel Live at Sidewalk NYC uscito l'anno prima. I Was an Island è anche inclusa anche nel terzo album Say What You Mean (2013).

## Tracce
1. I Was an Island – 2:36
2. Fingers Crossed – 3:27
3. From You to Me – 2:34
4. July 25, 2007 – 2:01
5. You + Me + Alcohol – 2:40
6. Try to Understand – 2:39
7. Why Bother – 3:16
8. Yer Going Down – 2:45
9. Ghost Stories – 2:55
10. Let's Leave – 3:08

## Canzoni

### I Was an Island
Scritta nel 2008, "È una canzone che ho in giro da un po' di tempo. Inizialmente è stata una piccola introduzione acustica a ...Was Right All Along, di recente si è trasformata in una canzone rock di più ampio respiro per Say What You Mean, ma si tratta comunque dello stesso brano. Alcuni so che la interpretano come una canzone d'amore, ma io non ne sono troppo sicura. Credo dipenda dalle tue prospettive quando la ascolti".

### Fingers Crossed
Scritta nel 2008, "Questa canzone è venuta fuori dal nulla. L'ho scritta dopo un lungo periodo senza idee in cui pensavo di non riuscire più a scrivere nulla. Come molte altre canzoni, all'inizio era una tranquilla canzone folk diteggiata, addirittura ispirata da una cosa che un amico mi aveva detto su Tumblr".

### From You to Me
Scritta nel 2008, "Ero a New York per la prima volta e non avevo ancora preso il biglietto d'aereo per tornare a casa. Stavo guardando i voli e non potevo prendere quello che volevo io. Continuavo a ritentare perché ero sicura che se ne avessi scelto un altro sarebbe caduto l'aereo. Non è stato bello, avevo un po' paura, però alla fine è servito per scrivere questa canzone".

### July 25, 2007
Scritta nel 2008, "Questa canzone racconta una storia. La storia di una giornata in cui è successo esattamente quello che canto nel testo. La versione originale era registrata appena dopo averla scritta, sul mio MacBook, cioè come ho registrato praticamente tutte le canzoni soft in quegli anni".

### You + Me + Alcohol
Scritta nel 2008, "Nell'estate del 2007 ho letteralmente rovesciato mezza bottiglia di vino rosso sulle mie Vans nuove dopo una notte intera di divertimento con una persona con cui all'epoca avevo una strana relazione. Nel testo si possono leggere vari dettagli di questa relazione".

### Try to Understand
Scritta nel 2007, "L'unica cosa che ho da dire su questa canzone è che non ci posso credere che ho fatto rimare "discouraged" con "couraged". Cioè...".

### Why Bother
Scritta nel 2009, "Liberi di non crederci, ma non avevo davvero mai sentito la canzone Why Bother degli Weezer prima di scrivere la mia Why Bother. Il mio batterista dell'epoca aveva cercato di avvertirmi del fatto che c'erano delle parti simili, ma io avevo deciso di non ascoltare la loro versione e sono andata avanti per la mia strada. Anni dopo finalmente ho sentito la Why Bother degli Weezer e adesso mi vergogno".

### Yer Going Down
Scritta nel 2008, "Questa l'ho sempre considerata come la mia canzone scritta con un po' di cattiveria per divertirmi. Da suonare con la band è stradivertente, e in sostanza dice "fanculo, sono meglio io". È stata la mia prima canzone di questo tipo. E probabilmente l'unica parte di un mio concerto in cui non mi lamento di qualcosa".

### Ghost Stories
Scritta nel 2008, "Nel mio primo tour sulla East Coast ho comprato un navigatore nuovo. Ero davvero felice del mio acquisto. Dovevamo guidare in mezzo alla neve e al ghiaccio, ma è stato tutto più facile grazie a lui. Non so bene perché, ma l'ho portato con me a New York, anche se lì non usavamo la macchina. Poi quando siamo arrivati in Connecticut mi sono resa conto che l'avevo dimenticato a casa. Una mia amica doveva mandarmelo per posta, ma alla fine non l'ha più fatto. Risultato: ci siamo persi mille volte per tornare in Georgia. La canzone si ispira a una di queste volte".

### Let's Leave
Scritta nel 2007, "Una delle mie canzoni preferite da suonare per un sacco di tempo. Il ritornello mi piace davvero tanto, non so perché. In realtà non ha nulla di speciale, mi piace come suonano le parole".

## Artwork
La copertina del disco è una fotografia di un aeroplano di polistirolo tenuto in mano da Allison stessa su sfondo azzurro come il cielo. Il nome dell'autrice e il titolo dell'album sono scritti in bianco sopra l'immagine dell'aereo in un carattere che ricorda una scritta a mano.

## Formazione
- Allison Weiss - voce, chitarra acustica, chitarra elettrica, ukulele, Fender Rhodes, percussioni, pianoforte, Wurlitzer, sintetizzatore, mellotron, melodica, produzione, fotografia, artwork, design
- AJ Weiss - voce di fondo, chitarra elettrica, sintetizzatore, percussioni
- Nate Nelson - voce di fondo, Fender Rhodes, basso, chitarra elettrica, percussioni, tamburello basco, sintetizzatore, ingegneria
- Donovan Babb - batteria, voce di fondo, shaker, tamburello basco, percussioni
- Alec Wooden - basso, voce di fondo
- Ryan White - chitarra elettrica, e-bow
- Dan Romer - Mixaggio e masterizzazione presso Drawing Number One Productions
- Shervin Lainez - Fotografia